# NGC 4061

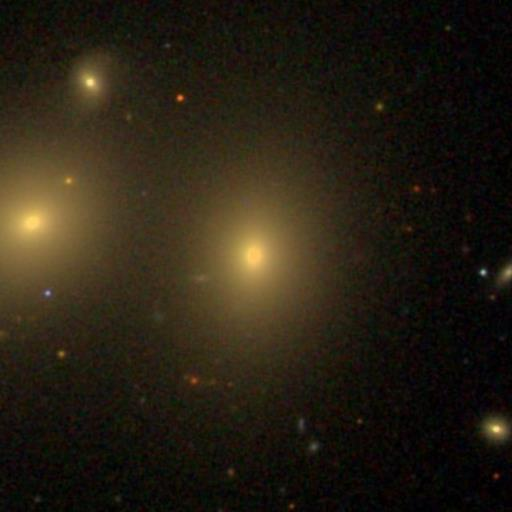
Hình ảnh NGC 4061 của SDSS

NGC 4061 là tên của một thiên hà elip nằm trong chòm sao Hậu Phát. Khoảng cách của nó với trái đất của chúng ta là khoảng xấp xỉ 310 triệu năm ánh sáng. Vào ngày 27 tháng 4 năm 1785, nhà thiên văn học người Anh gốc Đức William Herschel phát hiện ra nó và sau đó nhà thiên văn học người Anh John Herschel phát hiện ra nó thêm một lần nữa rồi biên mục nó là NGC 4055. Thiên hà này tương tác với một thiên hà khác, bằng chứng là sự biến dạng các đường cong quang học isophote và nằm trong nhóm NGC 4065.
NGC 4061 được phân loại là thiên hà radio loại I trong phép phân loại Faranoff và Riley.
NGC 4061 có một đĩa bụi với đường kính khoảng 7420 năm ánh sáng (2275 parsec). Nó còn có một lỗ đen siêu khối lượng có khối lượng khoảng từ 1-9 × 109 lần khối lượng mặt trời.
Bên cạnh đó vào ngày 18 tháng 2 năm 2008, một siêu tân tinh tên là SN 2008bf được quan sát là nằm trong thiên hà này. Tuy nhiên, danh sách siêu tân tinh lại cho rằng siêu tân tinh này là nằm trong thiên hà NGC 4065.

## Các luồng sóng vô tuyến
NGC 4061 có hai luồng sóng vô tuyến. Hai luồng sóng này rất thẳng và đột ngột đối chọi nhau. Ở vị trí 26000 năm ánh sáng (tương đương 8000 parsec) tính từ lõi thiên hà thì hai luồng này đột ngột quét trở lại. Sự quay ngược lại đột ngột này cho thấy rằng nó đang rời khỏi môi trường liên sao và đang đi vào môi trường liên cụm. Sau uốn cong đột ngột, các luồng sóng này tiếp tục mở rộng ra khoảng 82000 năm ánh sáng (25000 parsec) và mở rộng thành hình chữ U hoặc móng ngựa giống như NGC 1265. Mỗi luồng sóng có độ dài 160000 năm ánh sáng (50000 parsec). Hình dạng này được cho là do sự chuyển động của NGC 4061 qua môi trường liên cụm với tốc độ đủ để "bẻ" các luồng sóng này bằng áp suất nén. Ngoài ra, sự tương tác với NGC 4065 cũng góp phần vào việc bẻ các luồng sóng đó.

## Dữ liệu hiện tại
Theo như quan sát, đây là thiên hà nằm trong chòm sao Hậu Phát và dưới đây là một số dữ liệu khác:
Xích kinh 12h 04m 01.5s
Độ nghiêng 20° 13′ 56″
Giá trị dịch chuyển đỏ 0.024027
Vận tốc xuyên tâm 7203 km/s
Cấp sao biểu kiến 14.12
Kích thước biểu kiến 1.2 x 0.9
Loại thiên hà E